# Le Vase brisé du potier
Le Vase brisé du potier est un passage de l'Ancien Testament, dans le livre de Jérémie. 

## Texte
Livre de Jérémie, chapitre 19, versets 1 à 11:
« Ainsi a parlé l'Éternel: Va, achète d'un potier un vase de terre, et prends avec toi des anciens du peuple et des anciens des sacrificateurs. Rends-toi dans la vallée de Ben Hinnom, qui est à l'entrée de la porte de la poterie; et là, tu publieras les paroles que je te dirai. Tu diras: Écoutez la parole de l'Éternel, rois de Juda, et vous, habitants de Jérusalem! Ainsi parle l'Éternel des armées, le Dieu d'Israël: Voici, je vais faire venir sur ce lieu un malheur Qui étourdira les oreilles de quiconque en entendra parler. Ils m'ont abandonné, ils ont profané ce lieu, Ils y ont offert de l'encens à d'autres dieux, Que ne connaissaient ni eux, ni leurs pères, ni les rois de Juda, Et ils ont rempli ce lieu de sang innocent; ils ont bâti des hauts lieux à Baal, Pour brûler leurs enfants au feu en holocaustes à Baal: Ce que je n'avais ni ordonné ni prescrit, Ce qui ne m'était point venu à la pensée. C'est pourquoi voici, les jours viennent, dit l'Éternel, Où ce lieu ne sera plus appelé Topheth et vallée de Ben Hinnom, Mais où on l'appellera vallée du carnage. J'anéantirai dans ce lieu le conseil de Juda et de Jérusalem; Je les ferai tomber par l'épée devant leurs ennemis Et par la main de ceux qui en veulent à leur vie; Je donnerai leurs cadavres en pâture Aux oiseaux du ciel et aux bêtes de la terre. Je ferai de cette ville un objet de désolation et de moquerie; Tous ceux qui passeront près d'elle Seront dans l'étonnement et siffleront sur toutes ses plaies. Je leur ferai manger la chair de leurs fils et la chair de leurs filles, Et les uns mangeront la chair des autres, Au milieu de l'angoisse et de la détresse Où les réduiront leurs ennemis Et ceux qui en veulent à leur vie. Tu briseras ensuite le vase, sous les yeux des hommes qui seront allés avec toi. Et tu leur diras: Ainsi parle l'Éternel des armées: C'est ainsi que je briserai ce peuple et cette ville, Comme on brise un vase de potier, Sans qu'il puisse être rétabli. Et l'on enterrera les morts à Topheth par défaut de place pour enterrer. »
Traduction d'après la Bible Louis Segond.